# Onitis ringenbachi
Onitis ringenbachi är en skalbaggsart som beskrevs av Keith 2007. Onitis ringenbachi ingår i släktet Onitis och familjen bladhorningar. Inga underarter finns listade i Catalogue of Life.